# Michael Keyser

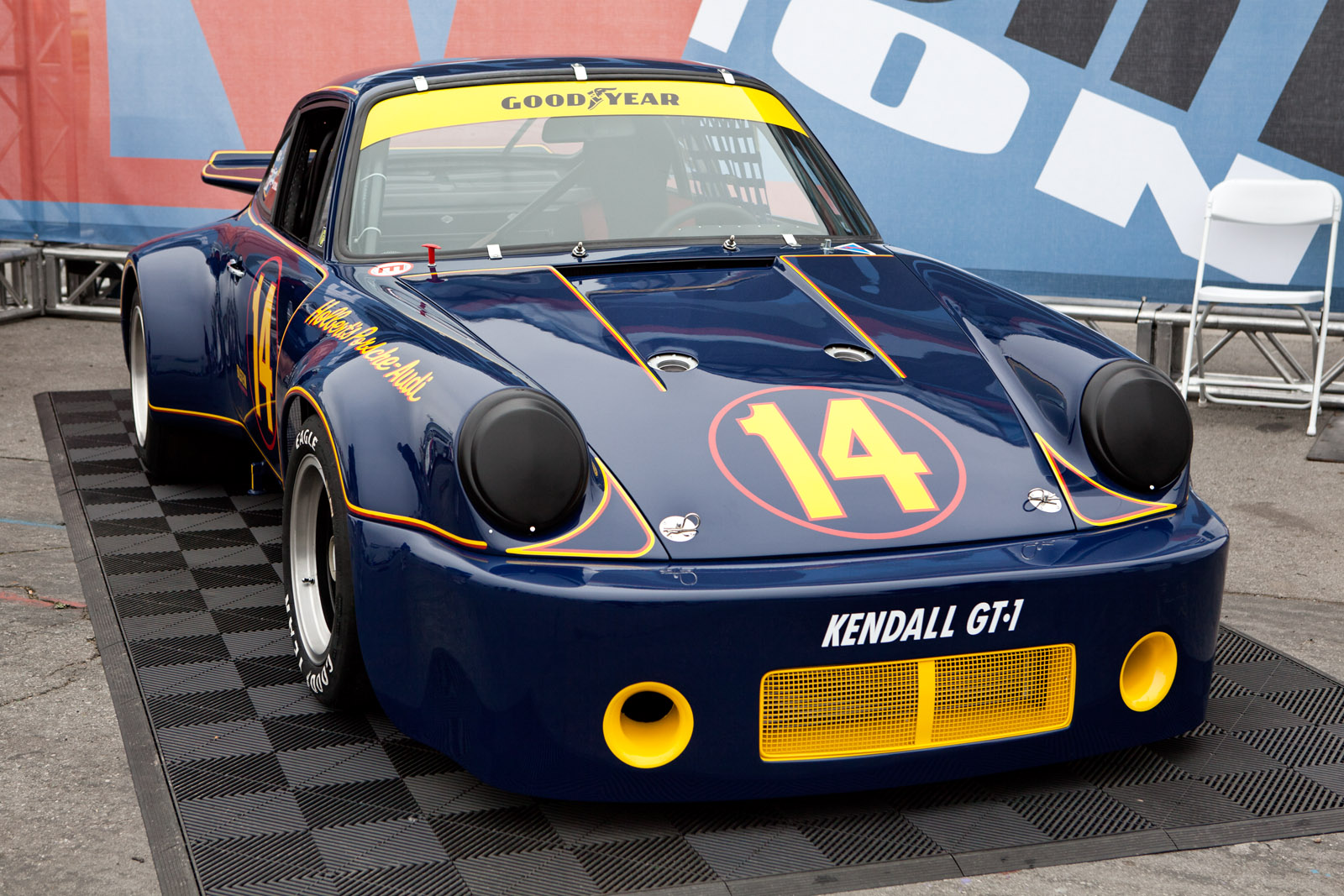
Porsche Carrera RSR, Startnummer 14; Siegerwagen von Al Holbert und Michael Keyser beim 12-Stunden-Rennen von Sebring 1976

Michael „Mike“ Keyser (* 5. Oktober 1947 in Baltimore) ist ein ehemaliger US-amerikanischer Autorennfahrer, Filmemacher, Fotograf, Buchautor und Journalist. 

## Karriere in der Medienwelt
Nach seiner Schulausbildung arbeitete Michael Keyser in den frühen 1960er-Jahren als Reporter bei The Baltimore Sun. Ab 1969 war er auch als Fotograf und Filmemacher tätig. Er drehte 1972 den Film The Speed Merchants und brachte 1973 ein Buch mit demselben Titel heraus. Eine seiner weiteren Publikationen, A French Kiss With Death – Steve McQueen and the Making of Le Mans, hat die Entstehungsgeschichte des Le-Mans-Films von  Steve McQueen zum Inhalt.

## Karriere im Motorsport
Zwischen 1971 und 1980 war Keyser im internationalen GT- und Sportwagensport aktiv. Er feierte sieben Gesamt- und sechs Klassensiege bei insgesamt 86 Rennstarts. Seinen ersten Erfolg hatte er beim 6-Stunden-Rennen von Mid-Ohio 1972, einem Wertungslauf der IMSA-GT-Serie dieses Jahres. Sein Partner im Porsche 911S war Bob Beasley. Sein größter Erfolg im Motorsport war der Gesamtsieg beim 12-Stunden-Rennen von Sebring 1976, gemeinsam mit Al Holbert im Porsche 911 Carrera RSR.

## Statistik

### Le-Mans-Ergebnisse
| Jahr | Team            | Fahrzeug                | Teamkollege  | Teamkollege    | Platzierung             | Ausfallgrund |
| ---- | --------------- | ----------------------- | ------------ | -------------- | ----------------------- | ------------ |
| 1972 | Louis Mezanarie | Porsche 911S            | Jürgen Barth | Sylvain Garant | Rang 13 und Klassensieg |              |
| 1974 | Paul Blancpain  | Porsche 911 Carrera RSR | Milt Minter  | Paul Blancpain | Rang 20                 |              |
| 1976 | IMSA Camel      | Chevrolet Monza         | Eddie Wachs  |                | Ausfall                 | Hinterachse  |

### Sebring-Ergebnisse
| Jahr | Team                           | Fahrzeug            | Teamkollege      | Teamkollege      | Platzierung | Ausfallgrund     |
| ---- | ------------------------------ | ------------------- | ---------------- | ---------------- | ----------- | ---------------- |
| 1971 | Toad Hall Racing               | Porsche 911S        | Bruce Jennings   |                  | Ausfall     | Zylinderschaden  |
| 1972 | Toad Hall Racing               | Porsche 911S        | Jürgen Barth     |                  | Ausfall     | Motorschaden     |
| 1973 | Toad Hall Motor Racing         | Porsche Carrera RSR | Milt Minter      |                  | Rang 2      |                  |
| 1975 | Toad Hall Motor Racing         | Porsche Carrera RSR | Billy Sprowls    | Andres Contreras | Ausfall     | Unfall           |
| 1976 | Dickinson Holbert Porsche-Audi | Porsche Carrera RSR | Al Holbert       |                  | Gesamtsieg  |                  |
| 1977 | Harry Jones                    | Ferrari 365 GTB/4   | Harry Jones      |                  | Ausfall     | Kraftübertragung |
| 1978 | R. V. Shulnburg Scrap Metal    | Chevrolet Corvette  | Robert Shulnburg | Dave Heinz       | Ausfall     | Mechanik         |
| 1980 | Shulnburg Scrap Metal          | Chevrolet Corvette  | Robert Shulnburg | Tim Morgan       | Ausfall     | Motorschaden     |